# Храбрый король
«Храбрый король» — российский короткометражный рисованный мультфильм 1996 года.
В мультфильме звучит музыка из произведений Феликса Мендельсона.
Первый из двух сюжетов мультипликационного альманаха «Весёлая карусель» № 30.

## Сюжет
Жил был трусливый и неуверенный в себе король. Он любил принимать иностранных гостей, но при их приходе всегда убегал и прятался. По этой причине его никто не уважал. Он часто прятался в чулане и мечтал стать храбрым, но у него ничего не получалось. Только на рыбалке король чувствовал себя хорошо и спокойно, пока в один прекрасный день из реки не вылезло чудо-юдо. Схватило оно короля для того чтобы съесть, но передумало и решило оставить на завтрак, и заснуло. Представил король, как оно после этого съест всех людей в королевстве и даже королеву! Тогда король решил с ним сразиться, схватил меч и прогнал чудо-юдо обратно в реку. И стал король храбрым!

## Создатели
| Автор сценария               | Сергей Седов                       |
| Режиссёр                     | Марина Биляндинова                 |
| Художник-постановщик         | Маина Новожилова                   |
| при участии                  | О. Серой                           |
| Кинооператор                 | Людмила Крутовская                 |
| Звукооператор                | Владимир Орёл                      |
| Аниматоры                    | Александр Панов, Владимир Шевченко |
| Ассистент режиссёра          | Татьяна Герасименко                |
| Художники                    | Ирина Собянина, Е. Степанова       |
| Редактор                     | Наталья Абрамова                   |
| Директор фильма              | Бэла Ходова                        |
| В фильме использована музыка | Феликса Мендельсона                |
| Текст читает                 | Вячеслав Богачёв                   |